# Acronicta tehrana
Acronicta tehrana là một loài bướm đêm trong họ Noctuidae.